# Свети Атанасий (Загоричани)
Вижте пояснителната страница за други значения на Свети Атанасий.
„Свети Атанасий“ (на гръцки: Αγίου Αθανασίου) е възрожденска православна църква в костурското село Загоричани (Василиада), Егейска Македония, Гърция.
Църквата е разположена в местността Курулища, северозападно от Загоричани и източно от Олища (Мелисотопос), където е имало старо селище, чийто енорийски храм е била. Днес е на брега на малък язовир. Църквата е разрушена от албански банди около 1650 година, като жителите на Курулища се изселват в Загоричани. От този храм са оцелели голяма плоча, служеща за олтар, монолитна колона, две колонки от местен камък, каменен релеф, полирана каменна плоча и римски релеф с изображение на човек в цял ръст с копие и венец (30 cm Х 40 cm), вграден в източната стена на съвременния храм. В 1700 година върху руините на стария храм загоричанци издигат скромен параклис. От тази църква в съвременната са запазени икона на Свети Атанасий и малка икона на неизвестна светица, може би Света Варвара. В 1886 година жителите на Загоричани изграждат на мястото голяма представителна църква, като годината е отбелязана на красив каменен релеф с кръст, вграден в стената. Църквата е украсена в 1887 – 1888 година с красиви икони, дело на трима майстори – Евтимиос А. Мисайлидос от Цариград, Павлос Кесаревс и Михаил Г. Самарас от Хрупища. Иконите на първите двама са дар от работещите в Цариград загоричанци. В 1964 година църквата е обновена изцяло за четвърти път.
- Икони от храма
- Икона на Свети Атанасий от църквата от XVIII век
- „Света Троица и Свети Стефан“, Михаил Г. Самарас от Хрупища, 1888 г.
- Проскинитарийна икона на Свети Атанасий, Евтимиос А. Мисайлидос, 1887 г.
- Детайл от проскинитарийната икона на Свети Атанасий, 1887 г.